# 봄 물결
《봄 물결》(러시아어: Вешние воды 베니시예 보디[*]) 또는 《봄의 급류》(-急流)는 1872년 출판된 이반 투르게네프의 중편 소설이다. 자전적 성격이 짙은 작품으로, 독일 프랑크푸르트를 방문했다가 첫사랑에 빠진 러시아의 젊은 지주 디미트리 사닌의 이야기를 다루고 있다. 투르게네프가 50대에 접어든 1870년과 1871년에 쓰인 이 소설은 그의 대표작 중 하나로 널리 알려져 있다. 원래 단편 소설로 집필을 시작하였으나, 1871년 말 완성된 이후에는 소설 정도의 길이가 되었다. 이후 리버럴 성향의 잡지인 《베스트니크 예브로피》 (Вестник Европы) 1872년 1월판을 통해 처음 출판되었다.
1989년에는 예지 스콜리모프스키 감독 티머시 허턴·나스타샤 킨스키 주연의 동명의 영화가 개봉하였다. 이 영화는 1989년 칸 영화제 황금종려상 후보에 올랐다.

## 한국어판
- 이반 투르게네프 (2013년 5월 16일). 《봄 물결》. 번역 라승도. 지식을만드는지식. ISBN 9788966809684.